# هیچ‌چیز (غیر از رادیو)
«هیچ‌چیز (غیر از رادیو)» (به انگلیسی: Nothing On (But the Radio)) ترانه‌ای از خواننده و شخصیت رسانه‌ای آمریکایی ادیسون ری می‌باشد که در نخستین آلبوم چندآهنگهٔ وی تحت عنوان ای‌آر که در ۱۸ اوت سال ۲۰۲۳ از سوی سندلات منتشر گردید، قرار دارد. این ترانه در ابتدا توسط بیلی اشتاینبرگ و جاش الکساندر برای خواننده-ترانه‌پرداز آمریکایی لیدی گاگا نوشته شده بود که هیچ‌گاه به‌طور رسمی منتشر نشد؛ اگرچه در اکتبر سال ۲۰۱۰ نسخهٔ گاگا که ناتمام نیز بود به‌طور آنلاین در دسترس قرار گرفت.